# Temporada 1986 del Campeonato de España de Rally
La temporada 1986 fue la edición 30.ª del Campeonato de España de Rally. El calendario estaba compuesto por diez pruebas que comenzaba el 21 de febrero en el Rally Costa Brava y finalizaba el 16 de noviembre en el Rally Valeo. Las pruebas Costa Brava, Cales De Palafrugell, El Corte Inglés, Príncipe de Asturias y Cataluña eran puntuables para el Campeonato de Europa.

## Calendario
| N.º | Fecha                 | Prueba                                 | Superficie     | Series |
| --- | --------------------- | -------------------------------------- | -------------- | ------ |
| 1   | 21-22 de febrero      | 34.º Rally Costa Brava                 | Asfalto/tierra | ERC    |
| 2   | 21-23 de marzo        | 34.º Rally RACE Costa Blanca           | Asfalto/tierra | ERC    |
| 3   | 5-6 de abril          | 20.º Rally Girona-Cales de Palafrugell | Asfalto        | ERC    |
| 4   | 26-27 de abril        | 9.º Rally Sierra Morena                | Asfalto        |        |
| 5   | 31 de mayo-1 de junio | 10.º Rally Villa de Llanes             | Asfalto        |        |
| 6   | 28-29 de junio        | 8.º Rally Islas Canarias               | Asfalto        |        |
| 7   | 4-5 de julio          | 10.º Rally El Corte Inglés             | Asfalto        | ERC    |
| 8   | 20-21 de septiembre   | 23.º Rallye Príncipe de Asturias       | Asfalto        | ERC    |
| 9   | 11-12 de octubre      | 8.º Rallye San Froilán                 | Asfalto        |        |
| 10  | 24-26 de octubre      | 22.º Rally Cataluña                    | Asfalto/tierra | ERC    |
| 11  | 15-16 de noviembre    | 3.º Rally Valeo                        | Asfalto        |        |

## Equipos
| Equipo                                | Vehículo                | Piloto              | Copiloto              | Rondas            |
| Equipos oficiales                     | Equipos oficiales       | Equipos oficiales   | Equipos oficiales     | Equipos oficiales |
| ------------------------------------- | ----------------------- | ------------------- | --------------------- | ----------------- |
| Renault Sport España                  | Renault 5 Maxi Turbo    | Carlos Sainz        | Antonio Boto          | 1-2, 4-11         |
| Opel Team España                      | Opel Manta 400          | Beny Fernández      | José Mª López-Orozco  | 1-11              |
| Opel Team España                      | Opel Manta 400          | Josep Arqué         | Xavier Muntañola      | 3-11              |
| Ford RACE-Malboro Marlboro Rally Team | Ford RS200              | Antonio Zanini      | Josep Autet           | 1-2, 4-11         |
| Peugeot Talbot España                 | Peugeot 205 GTI         | Borja Moratal       | Alfredo Rodríguez     | 1-11              |
| Equipos privados                      |                         |                     |                       |                   |
| RACC Bendiberica                      | Lancia Rally 037        | Salvador Serviá     | Jordi Sabater         | 1-3, 5, 8-11      |
| RACE                                  | Lancia Rally 037        | Salvador Serviá     | Jordi Sabater         | 7                 |
| RAC Vasco Navarro                     | Peugeot 205 GTI         | Juan Carlos Pradera | Ignacio Olaizola      | 2                 |
| RAC Vasco Navarro                     | Peugeot 205 GTI         | Juan Carlos Pradera | Francisco Zubizarreta | 3-4, 7-8, 10-11   |
| Alfa Romeo Rothmans Team España       | Alfa Romeo Alfetta GTV6 | Josep Bassas        | María Pilar Mas       | 1-5               |
| RAC Catalunya                         | BMW 325i E30            | Josep Bassas        | María Pilar Mas       | 8-11              |
| Escudería Zona Cero                   | Opel Corsa SR           | Alfonso Sangrador   | José Luis Gutiérrez   | 2                 |
| Teo Martín Motorsport                 | Opel Corsa SR           | Alfonso Sangrador   | José Luis Gutiérrez   | 5, 8              |

## Resultados

### Campeonato de pilotos
| Pos. | Piloto              | CBR | RCB | GIR | SMO | LLA | CAN | ECI | PRA | SFR | CAT | VAL | Puntos |
| ---- | ------------------- | --- | --- | --- | --- | --- | --- | --- | --- | --- | --- | --- | ------ |
| 1.   | Salvador Serviá     | 2   | 1   | 1   |     | 1   |     | Ret | Ret | 1   | 2   | 2   | 1424   |
| 2.   | Carlos Sainz        | 1   | Ret |     | 1   | Ret | Ret | 1   | 1   | Ret | 1   | 1   | 1286   |
| 3.   | Beny Fernández      | 3   | Ret | 2   | 3   | 2   | 2   | 3   | 3   | 3   | Ret | 3   | 1174   |
| 4.   | Antonio Zanini      | Ret | Ret |     | 2   | 4   | 1   | 2   | 2   | 2   | Ret | Ret | 985    |
| 5.   | Borja Moratal       | 9   | Ret | 6   | 4   | 5   | 6   | 8   | Ret | Ret | 5   | 7   | 913    |
| 6.   | Alfonso Loza        |     |     | 10  | Ret | 7   | 10  | 18  | 5   | Ret | 7   | 8   | 757    |
| 7.   | Juan Carlos Pradera |     | 2   | 7   | 5   |     |     | 9   | 6   |     | 6   | Ret | 744    |
| 8.   | Alfonso Sangrador   |     | 9   |     | 7   | 10  |     |     | Ret |     | 10  | 11  | 600    |
| 9.   | Josep Arqué         |     |     | 4   | Ret | 3   | Ret | 6   | Ret | 4   | 3   | 4   | 596    |
| 10.  | Josep Bassas        | Ret | 3   | Ret | Ret | 6   |     |     | Ret |     | 6   | 5   | 582    |

### Campeonato de marcas
| Pos. | Marca   |
| ---- | ------- |
| 1.   | Renault |

### Copilotos
| Pos. | Copiloto          |
| ---- | ----------------- |
| 1.   | Jordi Sabater     |
| 2.   | Antonio Boto      |
| 3.   | José López Orozco |
| 4.   | Josep Autet       |
| 5.   | Alfredo Rodríguez |
| 6.   | Manuel Larrarte   |

### Grupo A
| Pos. | Piloto              |
| ---- | ------------------- |
| 1.   | Borja Moratal       |
| 2.   | Alfonso Loza        |
| 3.   | Juan Carlos Pradera |
| 4.   | Alfonso Sangrador   |
| 5.   | Pep Bassas          |

### Grupo N
| Pos. | Piloto         |
| ---- | -------------- |
| 1.   | José Piñón     |
| 2.   | Rafael Colomer |
| 3.   | José Teixidor  |